# Dům armády

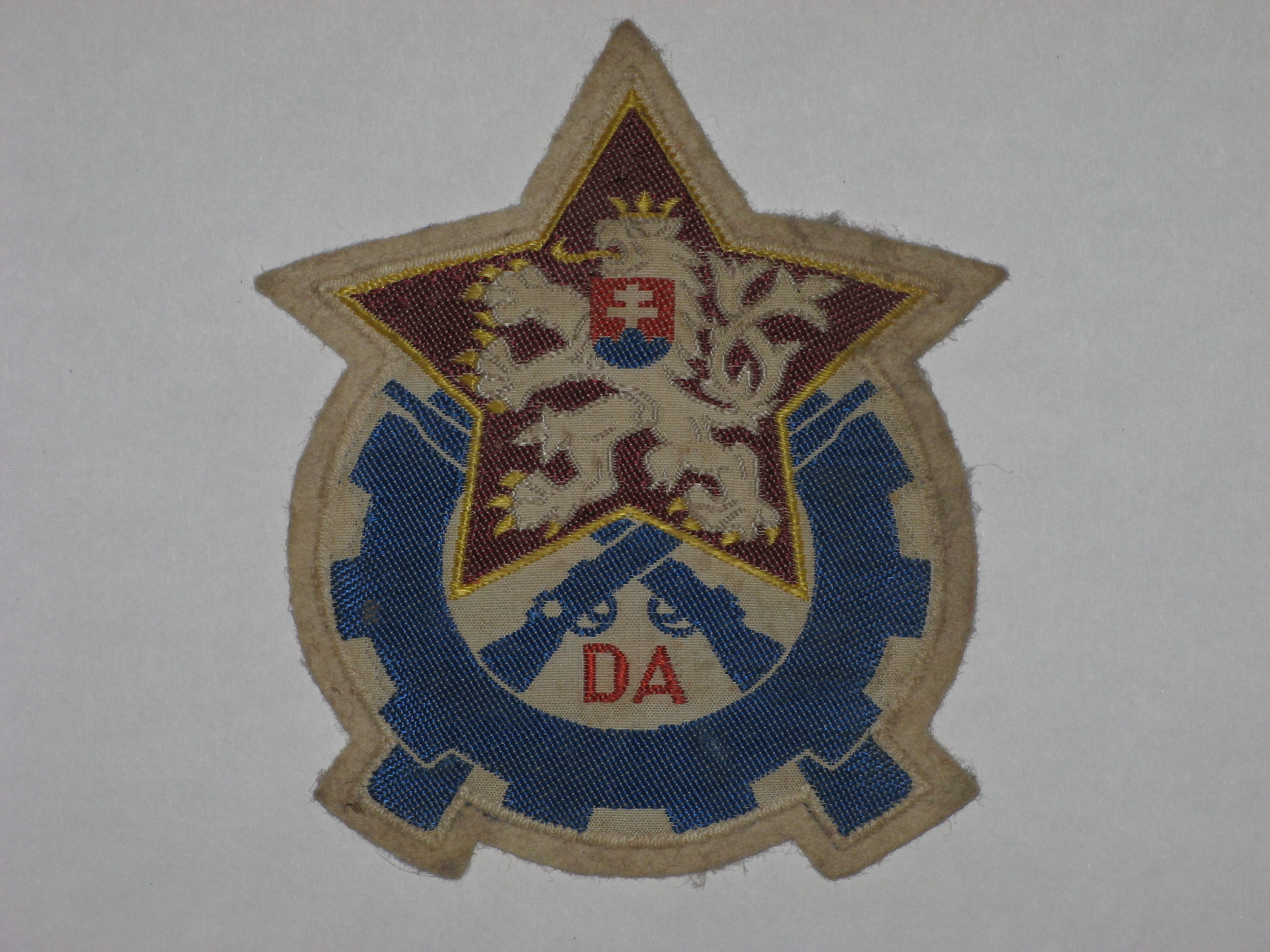
Nášivka Domu armády z 50. let

Dům armády byla vojenská sportovní organizace Československé lidové armády po únoru 1948, předchůdce Dukly, který vznikl přejmenováním z Armádního tělovýchovného klubu v roce 1953. Existovaly Ústřední dům armády (v Praze Dejvicích), oblastní domy armády, posádkové domy armády.